# Désiré-Alexandre Batton
Désiré-Alexandre Batton (2. ledna 1798 Paříž – 15. října 1855 Versailles) byl francouzský hudební skladatel.

## Život
Studoval na pařížské konzervatoři u Luigi Cherubiniho. Komponoval převážně vokální díla – opery a kantáty. Jeho opery byly uváděny v Théâtre national de l'Opéra-Comique. V roce 1816 získal druhou cenu v soutěži Francouzského Institutu.
V roce 1817 získal Římskou cenu za svou kantátu La Mort d'Adonis. Ocenění mu umožnilo nějakou dobu cestovat. Navštívil Kodaň, Brusel a nějaký čas pobýval v Římě. Zde skládal převážně náboženskou hudbu. Opera Vellèda, kterou zde také zkomponoval, nebyla nikdy uvedena na scénu. V roce 1823 navštívil Monako. Zde zkomponoval symfonii a několik instrumentálních skladeb pro místní společenské koncerty.
S výsledky své práce nebyl příliš spokojen a ani očekávaný úspěch se nedostavoval. Prakticky zanechal komponování a vstoupil do rodinné firmy. Poslední operou byla opera Le Remplaçant uvedená v roce 1837 v Paříži.
V roce 1842 se stal inspektorem francouzských hudebních škol a v roce 1849 začal učit na pařížské konzervatoři.

## Dílo

### Opery
- La Fenêtre secrète, ou Une Soirée à Madrid (libreto Joseph Des-Essarts d'Ambreville, 1818 Paříž)
- Vellèda (1820)
- Ethelwina, ou L’exilé (libreto Paul de Kock a Mme Lemaignan, 1827 Paříž)
- Le Prisonnier d'état (libreto Mélesville, 1828 Paříž)
- Le Camp du drap d'or (libreto Paul de Kock, 1828 Paříž), spolupráce Victor Rifaut, Aimé Ambroise Simon Leborne
- La Marquise de Brinvilliers (libreto Eugène Scribe a Castil-Blaze, 1831 Paříž), spolupráce Daniel Auber, Michele Carafa, Henri-Montan Berton, Felice Blangini, François-Adrien Boieldieu, Luigi Cherubini, Ferdinand Hérold a Ferdinando Paër
- Le Remplaçant (libreto Eugène Scribe a Jean-François-Alfred Bayard, 1837 Paříž)

### Další díla
- La mort du Tasse, kantáta na slova Étienne de Jouy, 1816
- La mort d’Adonis, kantáta na slova. A. Vinaty, 1817
- Berenice, lyrická scéna, Řím, 1820
- Ciro, lyrická scéna, Řím, 1819-23
- Ouverture, Monako, 1821
- L'attente, pro zpěv s doprovodem klavíru, 1839
- Triste hiver, pro 3 hlasy, Paříž, 1855